# Saint-Gervasy
Saint-Gervasy este o comună în departamentul Gard din sudul Franței. În 2009 avea o populație de 1.708 de locuitori.

## Evoluția populației
| An        | 1975 | 1982 | 1990  | 1999  | 2006  | 2009  |
| --------- | ---- | ---- | ----- | ----- | ----- | ----- |
| Populație | 571  | 791  | 1.242 | 1.476 | 1.586 | 1.708 |